# Wyżwa (przystanek kolejowy)
Wyżwa (ukr. Вижва, ros. Выжва) – przystanek kolejowy i mijanka w miejscowości Wyżwa Stara, w rejonie kowelskim, w obwodzie wołyńskim, na Ukrainie. Leży na linii Kijów – Kowel – Brześć.
Przystanek istniał przed II wojną światową.